# Josei
Josei (女性, letterlijk "vrouw") is een Japanse term voor een mangagenre dat hoofdzakelijk bedoeld is voor een vrouwelijk publiek tussen de 15 en 44 jaar. De mannelijke equivalent van josei is seinen. 

## Kenmerken
Joseimanga gaat meestal over alledaagse zaken en gebeurtenissen die vrouwen in Japan meemaken. De tekenstijl is wat beheerster en realistischer dan shojomanga met behoud van sommige verfijnde kenmerken (een voorbeeld: grote chibi-achtige ogen zoals vaak in wat kinderlijkere shojoseries voorkomen, zijn zelden tot nooit aanwezig in josei).
Josei kan gaan over realistische romantiek, in tegenstelling tot de meer geïdealiseerde romantiek in shojo. Josei is over het algemeen explicieter en hanteert een volwassenere verhaallijn dan shojo. Ook gaat het ervan uit dat diens lezer kanji kunnen lezen zonder furigana.

## Geschiedenis
Joseimanga kenden hun opmars in de mangaboom van de jaren 1980. Ze waren toen bekend als Ladies Comics, afgekort tot Redikomi. De meisjes die in de jaren 1950 en '60 opgroeiden met shojo, wilden nu manga voor volwassen vrouwen. Het eerste mangatijdschrift voor deze demografie, Be-Love, werd opgericht in 1980. Aan het einde van dit jaar bestonden er twee zo'n dergelijke magazines. Aan het einde van 1989 waren er een vijftigtal. Deze vroege damesmanga kenden een grote seksuele vrijheid en werd daarom in de jaren 1980 en '90 gezien als vulgair. De term "josei" werd in het leven geroepen om zich te verzetten tegen dit beeld.

## Voorbeelden van josei-series
- Hachimitsu to Clover
- Nodame Cantabile
- Paradise Kiss
- Tramps Like Us
- Bunny Drop